# 若望十九世
若望十九世（拉丁語：Ioannes PP. XIX；？—1032年10月），本名圖斯科洛伯爵羅馬諾（Romano dei conti di Tuscolo），出生地不詳，1024年4月19日至1032年间出任教宗。他的祖籍為拉齐奥。

## 生平
若望十九世继承其兄本篤八世任教宗。兄弟二人皆是当时显赫一时的图斯库卢姆伯爵（Tusculum）家族成员。若望十九世葬于聖伯多祿大殿。

## 譯名列表
- 若望十九世：天主教香港教區禮儀委員會：禧年專頁 （页面存档备份，存于）、香港天主教教區檔案　歷任教宗、《大英簡明百科知識庫》2005年版、國立編譯舘作若望。
- 约翰十九世：《世界人名翻譯大辭典》1993年版作約翰。